# Brzeźnica (Żagań)
Pour les articles homonymes, voir Brzeźnica.
Brzeźnica (prononciation : [bʐɛʑˈnit͡sa]) est un village polonais de la gmina de Brzeźnica dans le powiat de Żagań de la voïvodie de Lubusz dans l'ouest de la Pologne.
Le village est le siège administratif (chef-lieu) de la gmina appelée gmina de Brzeźnica.
Il se situe à environ 13 kilomètres au nord-est de Żagań (siège du powiat) et 27 kilomètres au sud de Zielona Góra (siège de la diétine régionale).
Le village comptait approximativement une population de 874 habitants en 2008.

## Histoire
Après la Seconde Guerre mondiale, avec les conséquences de la Conférence de Potsdam et la mise en œuvre de la ligne Oder-Neisse, le village est intégré à la République populaire de Pologne. La population d'origine allemande est expulsée et remplacée par des polonais.
De 1975 à 1998, le village appartenait administrativement à la voïvodie de Zielona Góra.

Depuis 1999, il appartient administrativement à la voïvodie de Lubusz.

## Galerie

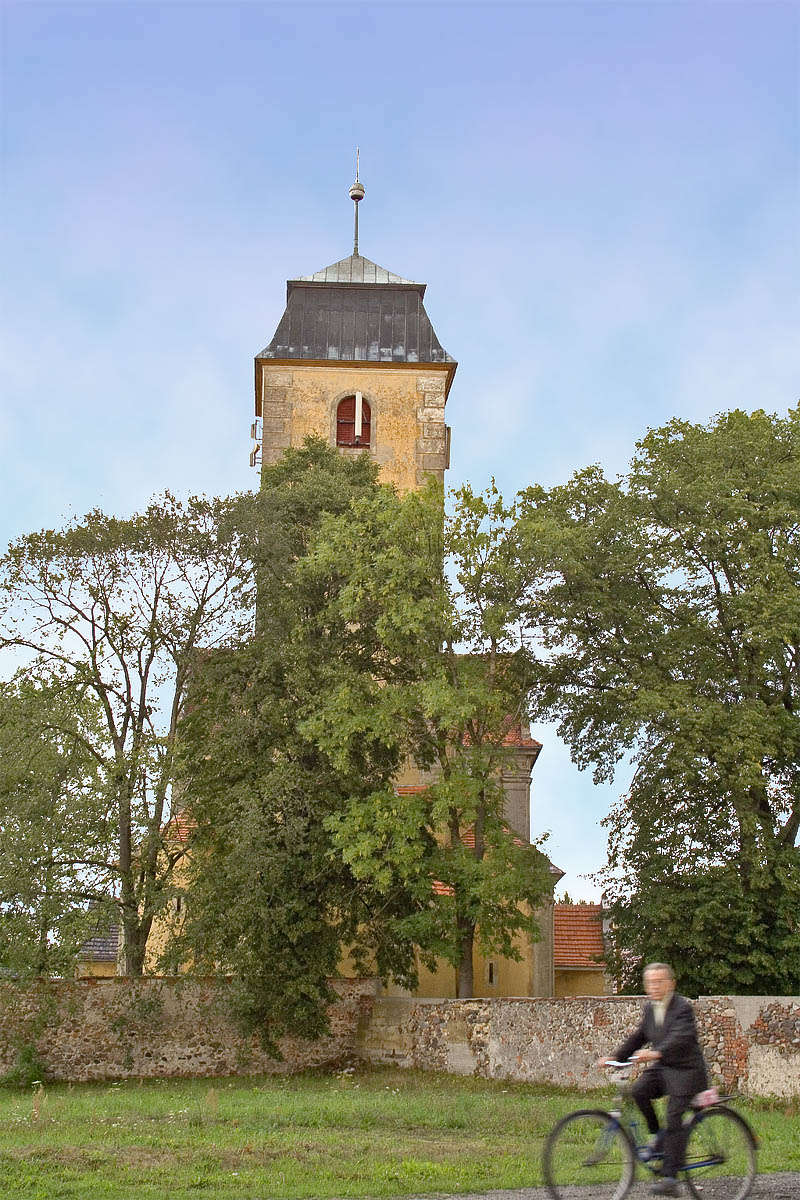
Église
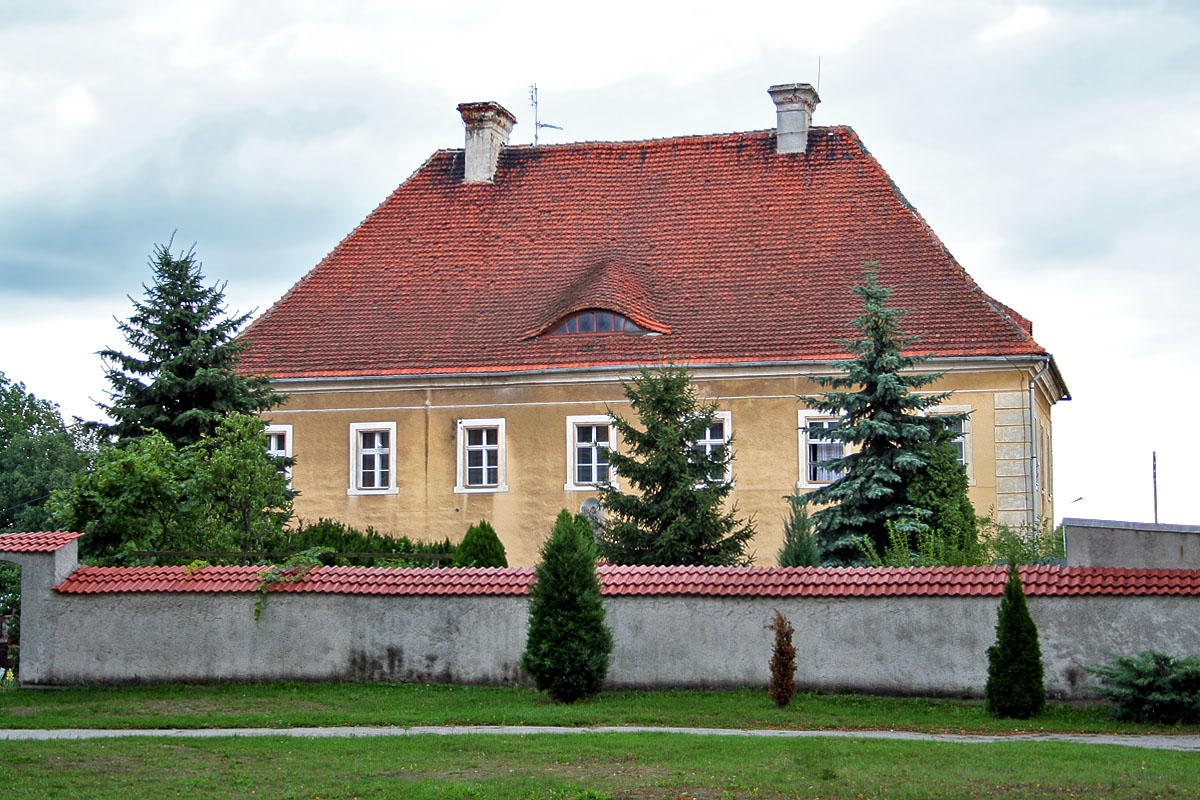
Presbytère